# Кугушев, Вячеслав Александрович
Князь Вячеслав Александрович Кугушев (22 января [3 февраля] 1863, Уфа — 30 августа 1944, Москва) — член Государственного совета по выборам, кадет, участник русского революционного движения.

## Биография
Родился в семье князя Александра Иовича  Кугушева (1826—1906), участника Крымской войны, Севастопольской обороны, крупного землевладельца и владельца золотых приисков и Юлии Егоровны Кугушевой, урожд. Шахуриной (1833—1863), которая умерла через несколько дней после родов младшего сына.
Учился в Уфимской гимназии вместе с В. Л. Бурцевым. Из четвёртого класса Уфимской гимназии отец перевел его в 1-ю Санкт-Петербургскую военную гимназию, которую Кугушев окончил в 1881 году.
Учился в Санкт-Петербургском Лесном институте. Входил в социал-демократический кружок во главе с Д. Благоевым. Вел работу по созданию дочерних кружков, распространению прокламаций.
В 1884 году арестован в пензенской деревне, поскольку его фамилия была найдена в бумагах Г. А. Лопатина. Был освобождён через месяц по ходатайству родственников. В 1886—1893 годах — помощник лесничего в Уфимской губернии. В 1887 году был арестован, провёл в заключении 4 месяца.
В 1898 году был избран членом Уфимской губернской земской управы.
С 1901 году привлечён А. Д. Цюрупой к работе в организациях РСДРП. В 1901 в имении Кугушева Бекетово был учрежден Уральский союз социал-демократов и социалистов-революционеров. 1902 году собрался уехать за границу для установления связей с революционерами, но был арестован. Полтора года провёл в тюрьме без предъявления обвинения. Был сослан в Олонецкую губернию, откуда бежал за границу в июле 1905 года. Оказывал партии большую денежную помощь, выполнял поручения ЦК РСДРП. Находясь в ссылке, продал своё тамбовское поместье «Отрада» и 108 тысяч рублей передал в кассу социал-демократов.
После объявления амнистии вернулся в Россию. 24 марта 1906 года был избран в члены Государственного совета от Уфимского губернского земства. С 1906 член Конституционно-демократической партии, до февраля 1918 был одним из руководителей комитетов этой партии в Уфе и Самаре. В 1907 г. заложил еще одно имение и передал вырученные 50 тысяч рублей социал-демократическому изданию «Новый мир».
В 1909—1917 годах работал в Донском земельном банке в Самаре. В 1910 женился (второй брак) на Анне Дмитриевне Цюрупе, сестре известного большевика Александра Цюрупы, которого назначил управляющим своим имением. В Самаре руководил масонской ложей, входившей в союз Великого Востока народов России. Заседания ложи проходили на квартире Кугушева.
В феврале 1917 года вёл агитацию среди солдат в Самаре. После февральской революции был комиссаром тюрьмы.
После Октябрьской революции 1917 года работал в Управлении Наркомпрода по Уфимской губернии. В годы Гражданской войны выполнял ряд заданий В. И. Ленина; в ноябре 1918 уполномоченный ВЦИК по освобождению большевиков-заложников, арестованных колчаковцами в Уфе. Помог обменять заложников «красных» на «белых» в Уфе. Совместно с ним тогда в Уфе действовал видный кадет О. И. Минор.
В феврале 1919 года официально заявил о выходе из кадетской партии и поддержке политики большевиков.
В 1919—1923 работал в Комитете помощи голодающим. В 1923—1930 годах — инспектор Всероссийского кооперативного банка. С 1930 персональный пенсионер. Во время Великой Отечественной войны был эвакуирован в Башкирию, жил в селе Булгаково. В начале 1944 вернулся в Москву.
Попал под трамвай. Похоронен на Новодевичьем кладбище.

#### Семья
- Сестра — Юлия Александровна Кугушева (1861—?), в замужестве Ралль. Ее муж — Николай Александрович Ралль (1854—1901), племянник В.Ф.Ралля.
  - Племянник — Александр Николаевич Ралль (1882—1954, Вашингтон), морской офицер, во время Гражданской войны — в армии Колчака; эмигрировал.
  - Племянница Мария Николаевна Ралль, в замуж. Озолсон (1886—1970, Литва, СССР). Ее муж — дипломат Карлис Озолс, репрессирован.
  - Племянница — Елизавета Николаевна Ралль, в замуж. Рейнгард (1889—1939, Париж). Муж — Лев Федорович Рейнгард (1883—1963). Эмигрировали, выехав из Советской России благодаря знакомству с А.Д.Цюрупой.[5]
- Брат — Александр Александрович Кугушев (1862—1919), уфимский губернаторг и предводителя дворянства.
  - Племянник — Александр Александрович Кугушев (1898—1935, покончил с собой). В Гражданскую войну — в Вооруженных силах Юга России.  В 1920 году эмигрировал. Жил в КСХС, затем во Франции. Птицеводческая фабрика князя Кугушева славилась по всей Ривьере, неоднократно продукция фабрики удостаивалась премий на выставках.  Его жена Анна Михайловна (1900—1989), урожд. Лапинская, дочь М.Н.Лапинского, после гибели мужа жила с сыном Александром (род. 1931) в США[6].
  - Племянница — Юлия Александровна Кугушева, в замуж. Алферьева (1896–1967).

1-й брак (с 1890) — Ольга Никодимовна Ляуданская (1870—?). Ее братья — Борис (1878—1937), юрист, один из первых  автомобилистов Уфы, член Императорского автомобильного общества и Владимир (1881—1920) были репрессированы.
Дочь — Кугушева Мария Вячеславовна (1892—1950, Уфа), музыкант, педагог, заслуженный деятель искусств Башкирской АССР.
2-й брак — Анна Дмитриевна Цюрупа (1883—1968).